# Carvalho-roble

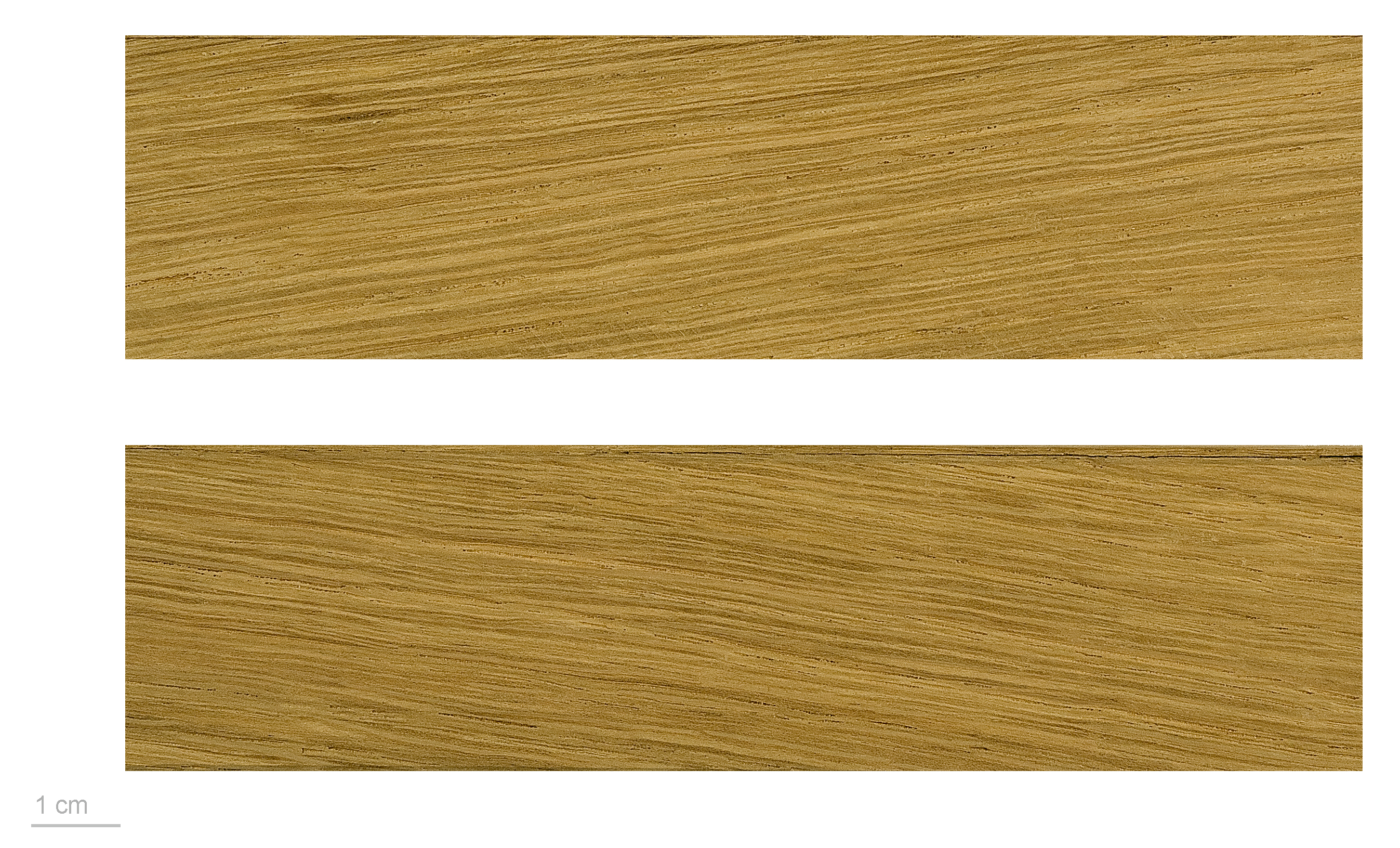
Quercus robur

O carvalho-alvarinho, carvalho-roble ou carvalho-vermelho (Quercus robur) é uma árvore de grande porte, de folha caduca, pertencente à família Fagaceae (ordem Fagales). Esta espécie foi no passado a árvore dominante nas florestas portuguesas do Minho, Douro Litoral e Beiras.

## Características fisionómicas
O carvalho-alvarinho é uma árvore de grande porte que chega a medir 30 a 40 metros de altura e que tem um tempo de vida entre 500 e 1000 anos. Esta espécie possui copa redonda e extensa em árvores adultas, e contorno oval piramidal em indivíduos jovens. O tronco do carvalho-vermelho é forte, direito e alto, a partir do qual partem ramos vigorosos ao acaso. O tronco possui também uma casca (ritidoma) lisa e acinzentada, quando nova, ou grossa, castanha e escamosa em árvores adultas.

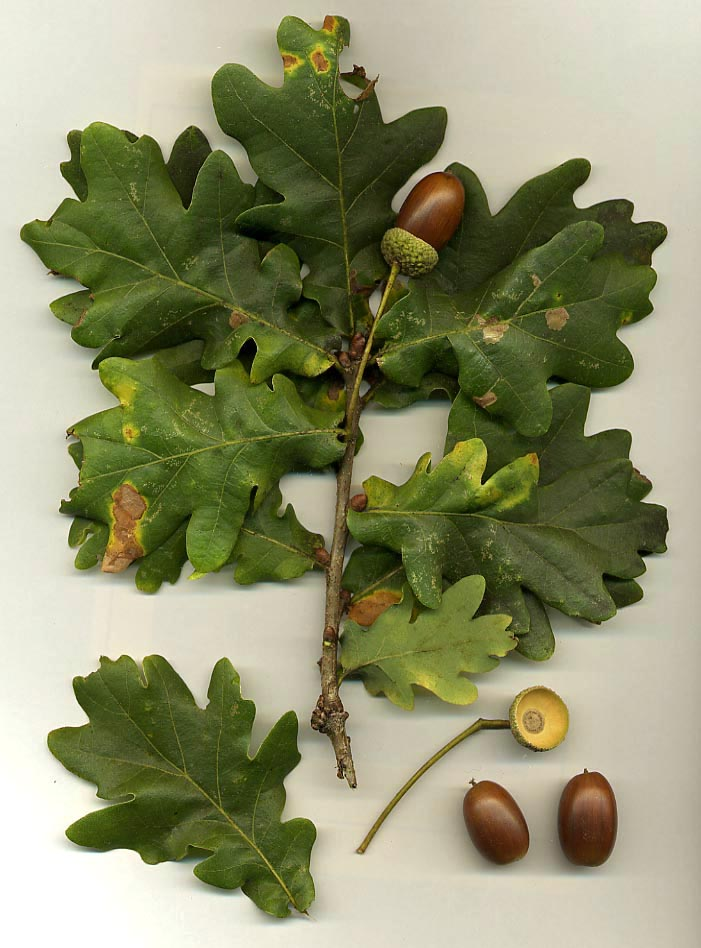
Folhas e bolotas do carvalho-vermelho

As suas folhas são caducas, membranáceas e pequenas, com 5 a 18 cm de comprimento, sendo geralmente mais largas na parte superior. Com 3 a 7 pares de lóbulos redondos, possuem um pecíolo (pé da folha) com 2 – 12 mm de comprimento. Elas permanecem com um verde forte ao longo do Outono antes de se tornarem castanhas persistindo na árvore até ao Inverno.
As flores do carvalho-alvarinho florescem em Maio a partir dos 80 anos de idade. O carvalho-vermelho possui bolotas de maturação anual com 1,5 a 4 cm de comprimento. As bolotas a princípio têm um tom claro ficando castanhas à medida que amadurecem, e na sua fase verde são pardas e com riscas longitudinais escuras.

## Características ecológicas
O carvalho-alvarinho é uma espécie bem adaptada aos climas temperados húmidos, que apresenta grande resistência ao frio. Esta espécie prefere os terrenos siliciosos, argilosos frescos e úmidos, ricos em nutrientes.

## Distribuição geográfica
O carvalho-alvarinho é nativo da Eurásia e encontra-se por toda a Europa entre os 40º e 60º de latitude norte, com menos frequência no norte de África, noroeste da Rússia, e extremo norte da Europa, onde as condições meteorológicas não são muito favoráveis. 

## Utilização
A madeira do carvalho-alvarinho é rija, pesada e resistente à humidade, sendo utilizada de muitas formas desde suporte de vinha de enforcado em Portugal na zona do Minho passando pelo mobiliário, barris, construção naval, ferramentas, artesanato, construção de casas e até combustível (lenha e carvão vegetal). As bolotas servem de alimento para animais.
Esta espécie é também muito utilizada como árvore de sombra em muitos parques e jardins.
A folha do carvalho-alvarinho é o símbolo da associação Quercus.[carece de fontes?]

## Propagação
Propaga-se por semente, sendo as bolotas plantadas cedo até atingirem a maturidade e deixadas no Inverno.
- Commons
- Wikispecies